# Imma Be
"Imma Be" je pjesma američkog sastava Black Eyed Peas. Objavljena je 17. svibnja 2009. kao prvi promotivni singl za njihov peti studijski album The E.N.D. te kao četvrti američki singl s istog u izdanju Interscope Recordsa.

## O pjesmi
Pjesma "Imma Be" objavljena kao dio "Countdowna to The E.N.D", odbrojavanja u kojem su tri pjesme objavljene kao promotivni singlovi. Druge dvije pjesme bile su "Alive" i "Meet Me Halfway". "Imma Be" je od svih triju singlova bio najuspješniji singl. "Meet Me Halfway" je kasnije iste godine objavljen kao treći singl s albuma The E.N.D. Iako je will.i.am najavio pjesmu "Missing You" za četvrti singl, kasnije je potvrđeno da će četvrti singl s albuma biti "Imma Be". Singl "Imma Be" je četvrti singl s albuma samo u SAD-u, dok je u ostatku svijeta četvrti singl "Rock That Body".

## Top liste
| Top liste (2009.)      | Najviša pozicija |
| ---------------------- | ---------------- |
| Australija             | 7                |
| Kanada                 | 5                |
| SAD Billboard Hot 100  | 1                |
| SAD Digital Songs      | 1                |
| SAD Pop Songs          | 2                |
| Ujedinjeno Kraljevstvo | 130              |

## Povijest objavljivanja
| Država | Format     | Datum              |
| ------ | ---------- | ------------------ |
| svijet | promotivno | 19. svibnja 2009.  |
| SAD    | airplay    | 15. prosinca 2009. |